# Chyndzorut
Chyndzorut – wieś w Armenii, w prowincji Wajoc Dzor. W 2011 roku liczyła 500 mieszkańców.